# スープストックトーキョー

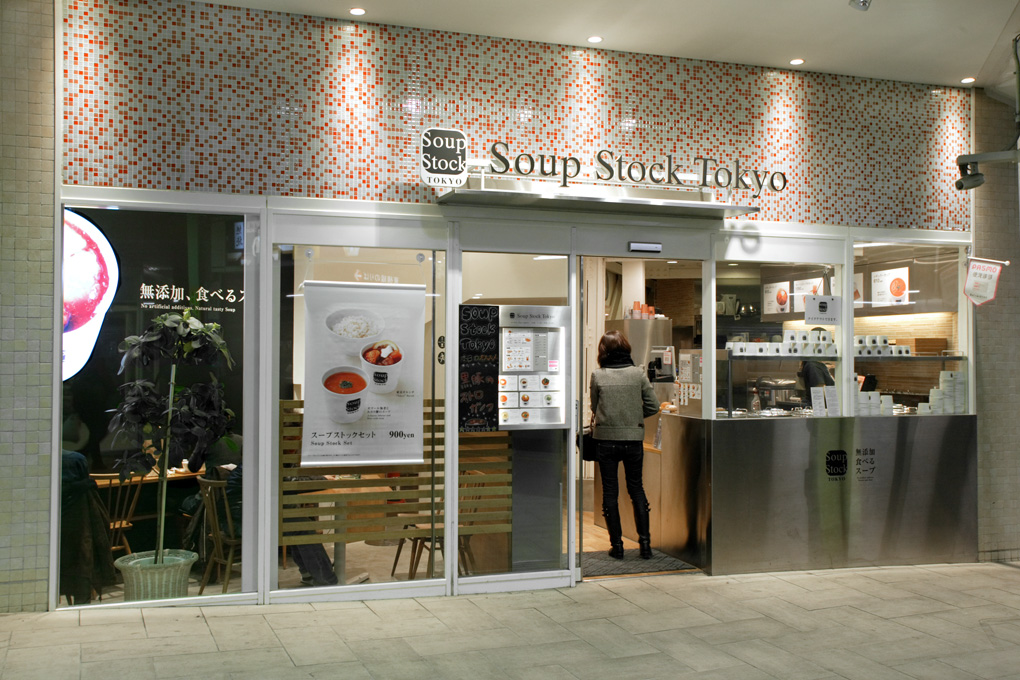
スープストックトーキョー自由が丘店（自由が丘駅・駅ナカ）

株式会社スープストックトーキョー（英: Soup Stock Tokyo Co., Ltd.）は、スープ専門店チェーンを運営する会社。当初は親会社の株式会社スマイルズがチェーン展開していた。

## 概要
「無添加、食べるスープ」がコンセプトで、うま味調味料や保存料を使わずに手間やコストをかけ、素材の旨みを活かした豊かで安心できるスープを提供する。駅ビルなどの駅の構内（駅ナカ）、オフィスビルの飲食店街、デパートの地下食料品店街（デパ地下）などに出店している。
1999年に東京・お台場のヴィーナスフォートに1号店を出店した後、2000年からは三菱商事の子会社・株式会社スマイルズを設立したうえで運営しており（2008年2月にはMBOにより独立）、2003年からは店舗での販売のほか、通信販売や缶入りスープ（発売元：キリンビバレッジ）のコンビニエンスストアなどでの販売も行っている。
また、日本航空と提携して成田空港のサクララウンジでは食事の1つに同社の商品を提供しており、2008年6月1日からはJALハワイ線の機内食も手がけている。
2007年5月から同年7月まで業務委託先のキスコフーズが東京参鶏湯を製造する際に浅井が出荷した事故米穀が混入していたことを、2008年10月17日に農林水産省が発表した。
2016年2月1日に、これまで事業を運営していたスマイルズから会社分割され、新たに「株式会社スープストックトーキョー」が新設され、以降は同社が事業を運営するようになる。但しスープストックトーキョーの業態の一つだったファミリーレストラン「100本のスプーン」（FUTAKOTAMAGAWA、あざみ野ガーデンズ）は引き続きスマイルズが運営するため、スープストックトーキョーの屋号は使用されなくなった。
2016年からは、6月の特定日をほぼ全店舗で一日だけ「カレーストックトーキョー」として展開している。これは1日限定で通常のスープメニューを提供せず、「豚トロのビンダルーカレー」「茄子と牛挽肉の辛くないキーマカレー」等のカレーのみを提供するもの。但し、持ち帰り専門店舗の「家で食べるスープストックトーキョー」、品川駅の「おだし東京」、自由が丘の「also Soup Stock Tokyo」（2019年5月31日閉店）では通常のスープメニューを提供する。また、店舗に「黄色いなにか（サムシングイエロー）」を持っていって注文の際にスタッフに見せると「少しだけいいことがある」というお楽しみキャンペーンも一日限定で開催している。2020年は、新型コロナウイルスの影響で店舗での開催を中止（サムシングイエローも中止）、オンラインとUber Eats（一部店舗）のみの開催となった。2021年に関しては、2020年同様一日だけの開催を取りやめ、2021年6月18日から9月5日までの80日間開催とし、イートイン・テイクアウト・デリバリー（一部店舗）で週替わりで3種類のカレーを提供する。また、期間中は毎週金曜を「Happy Yellow Friday」とし、店舗では提供するカレーを1種追加（最大4種類）する。
2023年4月18日、それまで一部店舗で行っていた離乳食の無料提供を4月25日より全店舗で行うと発表した。しかし、この件についてSNS上で賛否が分かれた。4月26日、スープストックトーキョーは声明を発表し、その内容が評価される形で収束した。

## ポイントカード・公式アプリ
ポイントカードがあり、オンラインショップを除く全店で会計時に提示することで760円未満の単品・セット1点ごとに1ポイント、760円以上の単品（Lサイズ等）・セットなら1点ごとに2ポイントの捺印が受けられる。20ポイント捺印を受けることで満杯となり、900円分（「スープストックセット」の代金に相当）の割引特典を受けられる。かつては、ポイントに有効期限が設けられていた（カード発行日から6か月間以内に満杯にしなければ端数分が無効）が、2012年4月2日より付与期間・引き替え期間の有効期限が撤廃された。2014年3月にポイント加算ルールが変更され、お買い上げ500円ごとに1ポイント（10円単位繰り上げ計算）捺印され、20ポイントで1000円以下の商品と交換出来るように変更された。
なお、2019年7月16日から公式モバイルアプリ をスタートさせるのに伴い、同年9月30日でカードの新規発行を終了、翌2020年9月30日でポイントカードへのポイント付与終了（当初は2020年6月30日までだったが、新型コロナウイルスの影響で延長された）、2020年12月31日でポイントカードでの商品引き換えを終了する。
公式モバイルアプリでのポイント加算は、60円毎に1ポイントで180ポイント貯まると1スープカップとなる。1スープカップは、1000円分のチケット等と交換が可能。また、スタンプカードでは貯まるのが店頭のみだったのに対し、モバイルアプリではオンラインショップでの購入にもポイントが貯まる。

## 主なメニュー
- 東京ボルシチ
- 酸辣湯（サンラータン）
- イタリア産トマトのミネストローネ
- 8種の野菜と鶏肉のスープ
- オマール海老のビスク
- クラムチャウダー
- チリコンカルネ

- ビーフバリー
- 豚トロのトマトストロガノフ
- ハンガリアン グーラッシュ
- 参鶏湯
- ひじきとイカスミのブラックスープ
- 緑の野菜と岩塩のスープ
- えんどう豆と豆乳のグリーンポタージュ

- 焼きトマトとセロリのオニオンスープ
- 人参とパプリカのクリームスープ
- 鶏と玉葱の煮込みスープ
- パンプキンスープ
- じゃがいものポタージュ
- 温野菜とチーズのブラウンシチュー
- 野菜と鶏肉のトマトシチュー

ほか多数（季節限定や朝限定の商品もあり）。なお、供食可能なメニューは日によって異なるが、店舗入口の掲示や下記の公式サイトから確認できる。

## 店舗

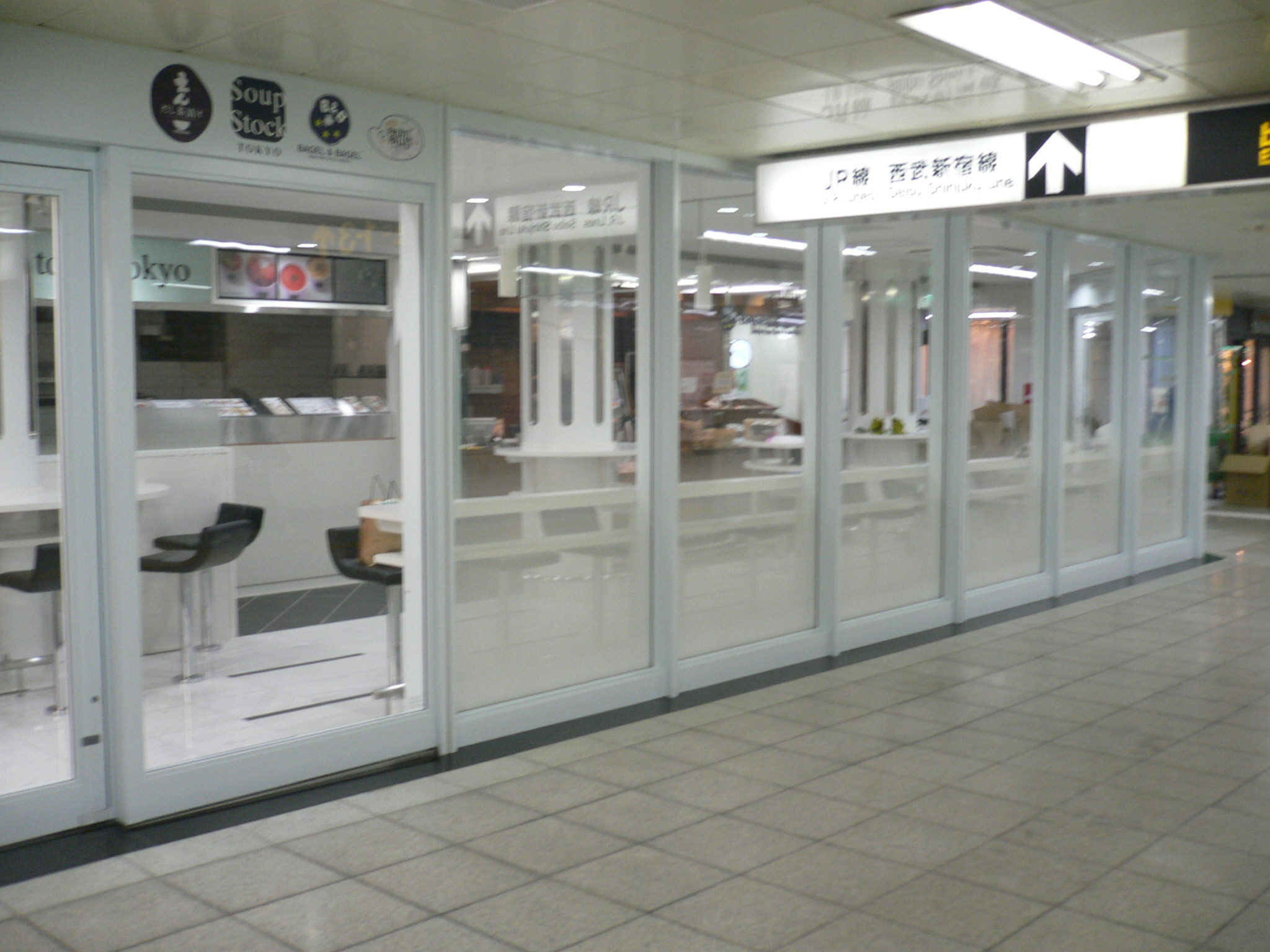
高田馬場駅（2005年）

詳細は「外部リンク」節の「店舗をさがす」も参照。
店舗展開については関東・東海地区を中心に店舗を増やしているが、閉鎖した店舗も多く、1号店のヴィーナスフォート店はすでに閉店している。閉店理由については施設利用における契約期間の満了によるものが多い。また、一度閉店した施設に再出店する事例も多い。
2011年5月4日にはルクア内に関西地区1号店を出店し、2012年5月には九州地区に、2019年4月には北海道に、2025年3月には中国地区にも進出した。
業態について
- 無印：通常店
- （家）：家で食べるスープストックトーキョー（冷凍スープ専門テイクアウト店）
- （お）：おおきなSoup Stock Tokyo（レストラン）
- （also）：also Soup Stock Tokyo（オルソ スープストックトーキョー、スープ鍋とワインを提供する新業態店）
- （だし）：おだし東京（和風の「おだし」を提供する新業態店）
- （Y）：YELLOW（イエロー、新業態のカレー居酒屋）

### 関東
- 東京 - アトレ四谷店、コレド日本橋店、ルミネ新宿店、お茶の水店、Echika表参道店、アトレ目黒店、アトレ大森店、丸の内オアゾ店、二子玉川店、Dila大崎店、ルミネ立川店、フレンテ明大前店、自由が丘店、ぷらりと京王府中店（旧：京王府中店）、アトレヴィ三鷹店、ルミネ北千住店、Echika池袋店、テルミナ2店、アトレ恵比寿店、ルミネ池袋店、キラリナ京王吉祥寺店、東急プラザ銀座店、中目黒店、渋谷マークシティ店、アーバンドック ららぽーと豊洲店、中野店、桜新町店、アトレ亀戸店、町田マルイ店、（家）二子玉川東急フードショー店、（家）アトレ吉祥寺店
- 神奈川 - 横浜ランドマークプラザ店、アトレ大船店（旧：Dila大船店）、ラゾーナ川崎店、FOOD&TIME ISETAN店（旧：クイーンズ伊勢丹横浜店）、アトレ川崎店、たまプラーザテラス店、CIAL桜木町店、横浜ポルタ店、テラスモール湘南店、新百合丘オーパ店、（家）そごう横浜店
- 埼玉 - ルミネ大宮店
- 千葉 - ペリエ西船橋店（旧：Dila西船橋店）、流山おおたかの森 S・C店

### 北海道・東北
- 北海道 - 円山店、大同生命札幌ビルmiredo店、（家）大丸札幌店
- 宮城 - S-PAL仙台本館店

### 中部
- 愛知 - ラシック店、セントラルタワーズ店、星が丘テラス店
- 静岡 - ASTY静岡店（一度閉店したが再出店した）
- 長野 - 白馬店
- 岐阜 - ASTY岐阜店

### 関西
- 大阪 - ルクア大阪店、阪急三番街店、心斎橋パルコ店、みのおキューズモール店、（家）阪急うめだ本店、（家）髙島屋大阪店
- 京都 - 京都ポルタ店（一度閉店したが再出店した）
- 兵庫 - 西宮ガーデンズ店、大丸神戸店、マリンピア神戸店、（家）西宮阪急店

### 中国
- 広島 - ミナモア広島店

### 九州
- 福岡 - 福岡パルコ店、アミュプラザ博多店、天神地下街店、（家）博多阪急店

### 閉鎖した店舗
- 関東 - 上野店、羽田空港店、ヴィーナスフォート店、渋谷ガーデンフロント アネックス店、ハンターマウンテン塩原店、六本木外苑東通店、恵比寿三越店、霞が関コモンゲート店、アトレヴィ田端店、横浜シァル店、新横浜店、東武朝霞台店、ウィング新橋店、六本木ヒルズ店、京王モール アネックス店、ルミネ有楽町店、有楽町店、Dila津田沼店、京急品川店、アークヒルズ店、シャポー市川店、水戸エクセル店、サンシャインシティアルパ店、丸ビル店、アトレ新浦安店、成田空港店、ecute上野店、高田馬場メトロピア店、八重洲地下街店、ルミネ横浜店、南町田グランベリーパーク店、西武新宿店、広尾店、虎ノ門ヒルズ店、（家）武蔵小杉東急フードショースライス店、（家）エキュート品川店、（家）三越銀座店、（家）渋谷ヒカリエShinQs店、（家）西武池袋本店、（also）自由が丘店、（だし）コモレ四谷店、（だし）エキュート品川サウス店
- 東北 - S-PAL II店、（家）仙台三越店
- 東海 - ルーセントタワー店、中部国際空港店、土岐プレミアムアウトレット店、（家）ジェイアール名古屋タカシマヤ店、（家）松坂屋名古屋店
- 関西 - ホワイティうめだ店、あべのHoop店、（家）宝塚阪急店、（家）高島屋京都店、（家）近鉄あべのハルカス店、（お）神戸三田プレミアム・アウトレット店、（Y）グランフロント大阪店
- 九州 - （家）大丸福岡天神店
- シンガポール[24] - 100AM店、313@Somerset店

## 書籍
- 『スープで、いきます 商社マンがSoup Stock Tokyoを作る』遠山正道（2006年2月25日、新潮社）ISBN 9784103011514
  - 文庫版『成功することを決めた―商社マンがスープで広げた共感ビジネス』遠山正道（2011年3月28日、新潮社 新潮文庫）ISBN 9784101348612

## テレビ番組
- 日経スペシャル カンブリア宮殿 スープを主役に変えた！ 常識破りのファストフード店（2021年7月15日、テレビ東京）[25]